# جون كاي (شاعر)
جون كاي (بالإنجليزية: John Kay)‏ هو مدرس وشاعر بريطاني، ولد في 5 أبريل 1958 في بري ‏ في المملكة المتحدة.